# Istorija računara
Istorija računara je duža od istorije računarskog hardvera i modernih računarskih tehnologija i uključuje istoriju metoda koje su bile namenjene olovci i papiru ili tabli i kredi.

## 19. vek
Za začetnika informatike smatra se Britanac Čarls Bebidž. On je izmislio diferencijalnu i analitičku mašinu za računanje. Diferencijalna mašina je zamišljena za računanje četiri aritmetičke radnje: sabiranje, oduzimanje, množenje i deljenje. Analitička mašina je zapravo preteča današnjeg računara, zamišljena za nalaženje rešenja bilo kog matematičkog izraza, za koji znamo redosled operacija pomoću kojih taj izraz može biti rešen (danas skup operacija određenog redosleda nazivamo algoritam).
Prvi programer je zapravo bila žena - Ada Bajron Lavlejs. Ada je bila inspirisana Bebidžovim radom i verovatno je prva osoba koja je pronikla u neverovatne mogućnosti Bebidžove analitičke mašine. Napisala je rad o Bebidžovoj „Analitičkoj mašini“ koji se smatra prvim tekstom koji opisuje proces danas poznat kao kompjutersko programiranje. Ona je predvidela i da će analitičke mašine služiti za komponovanje muzike, doduše za to će biti potrebno da protekne čitav jedan vek.

## Rani 20. vek
Alen Tjuring je još jedna karika u lancu zahvaljujući kojem je pronađen računar. Tjuring je tokom drugog svetskog rata bio angažovan na problemu dešifrovanja nemačkih tajnih poruka. Njegov pristup tom problemu zasnivao se na iznalaženju mašine koja će biti u stanju da reši svaki problem predstavljen nizom elementarnih operacija, a njena memorija je trebalo da bude dovoljno velika da može da skladišti instrukcije potrebne za račun. On je dao jedan apstraktni model takve mašine znan kao “ Tjuringova mašina”.
Džon von Nojman je dao osnovne principe arhitekture današnjih računara. On je napravio razliku između materijalnog dela računara - hardvera i softvera odnosno programskog dela računara. On 1949. počinje sa radom u laboratoriji Los Alamos gde 1994. zajedno sa Džonom Moklijem i Džonom P. Ekertom radi na projektu ENJAK (ENIAC). Oni su smislili prvi potpuno elektronski računar koji je radio na osnovu unapred zadatog programa.

## Generacije računara
Računarska era praktično počinje u srednjem veku, razvojem prvih mašina koje su imale moć računanja, odnosno obavljanja osnovnih matematičkih operacija. Hiljade različitih vrsta i modela računara je dizajnirano tokom evolucije modernih digitalnih računarskih sistema. Većina njih su danas zaboravljeni. Samo nekoliko njih su dali značajan doprinos u razvoju. Postoji pet generacija računarskih sistema.

### Nulta generacija računara
Nulta generacija računara: Mehanički računari Paskalov računar iz 1642. godine (Blaise Pascal, 1623-1662). Razvijen je kada je Paskal imao 19 godina i služio je u računanju poreza za Francusku državu tog doba. Paskalova mašina je mogla da sabira i oduzima. Leibnizov računar. Nemački naučnik Leibiz je nešto kasnije konstruisao računar koji je pored toga mogao i da množi, i da deli brojeve.
Diferencijalna mašina (engl. Difference engine). Sto pedeset godina kasnije, Čarls Bebidž je konstruisao računar. Ova mašina je mogla samo da sabira i oduzima. Bila je dizajnirana da računa tabele brojeva koji su korišćeni u navigaciji.
Analitička mašina (engl. analytical engine). Analitička mašina je imala četiri komponente: memoriju, računarsku jedinicu, ulaznu jedinicu i izlaznu jedinicu. Memorija se sastojala od 1000 reči sa 50 decimalnih cifara, i svaka reč je mogla da čuva i promenljive, i rezultate. Najveći napredak, ostvaren u analitičkoj mašini, bila je njena višestruka namena. Jedna od instrukcija je unosila brojeve iz memorije u računarsku jedinicu, vršila operaciju sabiranja i smeštala podatke u memoriju. Obzirom da je mašina bila programibilna, imala je i svoj Assembler
Konrad Cuze, 1930. godine, napravio je prvi veliki skok u razvoju računara. Mašina je bazirala svoj rad na velikoj količini relej-uređaja i bila je programibilna. Pošto je bila uništena u II svetskom ratu, ova mašina nije našla veću praktičnu primenu.
Džon Atanasof je nešto kasnije razvio mašinu koja je bazirala svoj rad na binarnoj aritmetici, i koristila je kondenzatore za smeštaj podataka. Kondenzatori su se povremeno dopunjavali kako bi sačuvali električni naboj. Ovo jako podseća na funkcionisanje današnjih DRAM (dinamičkih RAM memorija).
Mark I. Na kraju rata, 1944. godine, na Univerzitetu Harvard je konstruisana mašina MARK I. Mašina je imala 72 reči sa po 23 decimalna mesta, i instrukcijski ciklus je trajao 6 sekundi. Kao ulazno/izlazne jedinice, korišćene su bušene trake.

### Prva generacija računara
Elektronske cevi kao prva generacija računara u periodu 1945. do 1955. godine, bili su računari realizovani na
bazi elektronskih cevi.
Računar Colossus
Veliki stimulans razvoju računara je bio Drugi svetski rat. Tokom prvog dela rata, nemačke podmornice su dobijale komande iz admiraliteta u Berlinu putem radio talasa. Engleski obaveštajci su presretali poruke i dešifrovali ih. One su šifrovane pomoću aparature ENIGMA. Da bi se poruke dešifrovale, bilo je neophodno izvršiti veoma masivno računanje u kratkom roku – od momenta prijema do izvršenja komande. Engleska je formirala posebnu laboratoriju za dešifrovanje, koja je konstruisala računar Colossus.
ENIAC
Godine 1943. je započeo rad na projektovanju elektronskog računara koji je nazvan ENIAC. Sastojao se iz 18.000 elektronskih cevi i 1500 releja. Bio je težak 30 tona i trošio 140 KW snage. U pogledu arhitekture, bio je to računar od 20 registara. Svaki od njih kapaciteta 10 decimalnih cifara. ENIAC je programiran uz pomoć 6000 multipozicionih prekidača i konektora, koji su prespajani kablovima. Mašina je završena 1946. godine, i bilo je kasno da se koristi za bilo koju namenu za koju je konstruisana
Godine 1949. nastaje veći broj računara:
- EDSAC
- JOHNIAC
- ILLIAC
- MANIAC
- WEIZAC

Svi računari su nastali u Americi na raznim univerzitetima, čija su imena nosili u svojoj skraćenici.
Fon Nojmanova arhitektura
EDSAC (engl. Electronic Delay Storage Automatic Calculator) ili fon Nojmanova mašina, prvi je računar sa ugrađenim programom i predstavlja bazični primer prvih digitalnih računara. Ova arhitektura računara je odigrala veliku ulogu u daljem razvoju računarstva. Fon Nojmanova mašina, u pogledu arhitekture je obuhvatala sledeće komponente:
-
- (engl. Control Unit) ili upravljačka jedinica
- Memorija 4096 x 40 bita
- Svaka memorijska reč je sadržala 20 bitova za instrukcije ili 40 bitova za celobrojne vrednosti
- Instrukcija se sastojala od: 8 bitova za tip naredbe i 12 bitova adrese

U okviru ALU se nalazio jedan specifičan 40-bitni registar, koji se naziva akomulator. Tipično, kada se dva broja saberu, rezultat se smešta u akomulator, pre nego što se pošalje u memoriju. Danas u modernim računarima ALU i CU se nalaze na istom čipu pod nazivom CPU

### Druga generacija računara
Tranzistor je razvijen u Bel Laboratorijama 1948. godine. Korišćenje tranzistora je napravilo revoluciju u računarima, tako da se već 1950. godine, vakuumske cevi više ne koriste u računarskoj tehnici.
Prvi tranzistorski računar TX-0
Godine 1957. godine formirana kompanija DEC (Didžital ekvipment korporejšon) drugi naziv bio je PDP, a četiri godine pojavio se računar PDP-1 (1961) sa sledećim karakteristikama:
- 4096 reči, dužine 18 bit-ova
- 200.000 instrukcija u sekund;
- Performanse duplo slabije od mašine IBM 709, koja je bila najmoćnija mašina u to doba.
- Cena 120.000 USD

Računarski sistem PDP-8
Nekoliko godina kasnije, DEC je proizveo PDP-8, sa sledećim karakteristikama:
- 12 bitna mašina
- uveo PDP-8 22 marta 1965 godine i prodao više od 50,000 sistema
- Magistrala podataka (engl. bus) nazvana
- Cena 16.000 USD

Magistrala podataka je kolekcija paralelnih žica, koje spajaju razne delove računara i služe za prenos podataka između tih delova. DEC je proizveo 50.000 ovakvih računara i PDP-8 je postao lider u mini-računarskim sistemima.
 Arhitektura
Tranzistorska verzija IBM 709 1960. godine IBM je proizveo mašinu 709 u tranzistorskoj verziji, sa sledećim karakteristikama:
- mašinski ciklus od 2 mikrosekunde;
- memorija sastavljena od 32.536 reči, a reči od 36 bit-ova;
- memorija na bazi magnetnih perlica

Kompanija CDC je proizvela računar CDC 6600, 1964. godine. Računarski sistem CDC 6600 imao je sledeće osobine:
- do tada najbrža mašina
- arhitektura na bazi paralelnog procesiranja, sa ugrađenim manjim računarima,
- prvi superkompjuter (Cray).

Ugradnjom manjih računara, postignuto je da se centralna jedinica sve vreme bavi samo računanjem, dok se sve funkcije periferne komunikacije prepuštaju manjim računarima.

### Treća generacija računara
Integrisana kola (1965—1980)
Pojava integrisanih kola omogućava smanjenje dimenzija i povećanje kompleksnosti računara. Iz te serije, IBM je napravio čuvenu seriju IBM System 360, sa modelima 30 i 75. Ovi računari imali su upotrebu u naučnim i komercijalnim primenama, pa su zamenili računare IBM 709 i IBM1401. Uvodi se tehnika multiprograming koji omogućava da se u u memoriji nađe više programa istovremeno, tako da dok se jedan program izvršava, drugi čeka u memoriji da bude izvršen.
IBM System 360
Karakteristike računara IBM System 360 su:
- 16 x 32 bitnih registara, bajtovske strukture;
- široki adresni prostor od 16.777.216 bajta (16MB).

### Četvrta generacija računara
VLSI
Karakteristike četvrte generacije su:
- VLSI (engl. Very Large Scale Integration)
- Povećanje brzine i kompleksnosti računara, smeštanjem miliona tranzistora na jedno integrisano kolo
- Smanjenje dimenzija
- Znatno povećanje brzine
- Pojava PC računara (engl. Personal Computer) predstavlja pravu revoluciju u demokratizaciji računarske tehnologije, čineći je masovnom i jeftinom.
- Upotreba operativnih sistema kao što je CP/M (engl. Control Program for Microcomputers) omogućila je komociju u radu i kreiranju programa.
- Flopi diskovi kao masovna memorija su se koristili za smeštaj softvera operativnog sistema, za smeštaj programa i za smeštaj podataka.
- Apple II postaje vrlo popularan personalni računar u školama.
- IBM PC je razvijen je 1981. godine sa ciljem da bude masovan i jeftin računar, a pravljen je od komercijalnih komponenata.
- GUI interfejs je proizveden za potrebe grafičke prezentacije od strane Macintosh firme 1984 godine.
- MS DOS (engl. Microsoft Disk Operating System) postaje veoma popularan, i praktično je standard za personalne računare, a razvijen je od strane Majkrosofta

### Peta generacija računara
Peta generacija računara je bila inicijativa japanskog Ministarstva za međunarodnu trgovinu i industriju i počela je 1982 godine. Ideja je bila stvoriti računar koristeći moćno paralelno računanje /obradu. To je trebao biti rezultat velikog državnog / industrijskog istraživačkog projekta u Japanu tokom 1980. Cilj je bio stvoriti „epohalni računar” sa superračunarskim performansama i pružiti platformu za budući razvoj veštačke inteligencije. Izraz „peta generacija” je bio namijenjen kao sistemski skok van postojećih mašina. Dok su prethodne generacije računara bile usmerene na povećanje broja logičkih elemenata u jednom CPU, peta generacija bi se okrenula velikom broju CPU jedinica za dodatne
performanase.
Cilj projekta je bio stvaranje računara u toku desetogodišnjeg perioda nakon čega bi počelo investiranje u šestu generaciju računara. Mišljenja o rezultatu su podijeljena: neki kažu da je projekta bio neuspješan dok drugi tvrde da je bio ispred svog vremena.
Očekivane karakteristike pete generacije:
- Računari bi svoj rad trebalo da baziraju na veštačkoj inteligenciji
- PDA (engl. Personal Digital Assistent), kao prvi računari koji uključuju elemente vještačke inteligencije, naročito u funkciji komunikacije sa okolnim svijetom.
- „Nevidljivi ili ugrađeni računari (engl. embeded), se ugrađuju u razne aplikacije kao što su digitalni časovnici, bankarske karte i u razne druge proizvode...

Peta generacija se ipak desila, ali na neočekivan način: računari su se počeli smanjivati. Godine 1989. firma Grid Systems je stvorila prvi tablet računar koji se zvao GridPad. Sastojao se od malog ekrana na kojem su korisnici mogli pisati posebnom pisaljkom da bi upravljali
računarom.
Sistem kao što je bio GridPad pokazao je da nije više potrebno sediti za stolom ili u računarskoj sali da bi se koristio računar. Umesto toga, korisnik može koristiti prenosivi računar, displej osetljiv na dodir (engl. touchscreen) i softver za prepoznavanje rukopisa. Kasnije mašine ove klase su bili PDA sa poboljšanim interfejsom i postal veoma popularni. Oni su danas evoluirali pametne telefone (engl. smartphones) koji su uključeni u popularne Apple iPhone i Google Android platform.

## Literatura
- Halacy, Daniel Stephen (1970). Charles Babbage, Father of the Computer. Crowell-Collier Press. ISBN 978-0-02-741370-0.
- Ceruzzi, Paul E. (2003). A History of Modern Computing (second изд.). The MIT Press. ISBN 978-0-262-53203-7.
- Backus, John (1978). Can Programming be Liberated from the von Neumann Style? (PDF). Communications of the ACM. 21. стр. 613—641. ISBN 1977 Проверите вредност параметра |isbn=: length (помоћ). doi:10.1145/359576.359579. ACM Turing Award Lecture. Архивирано из оригинала (PDF) 21. 6. 2007. г.
- Bell, Gordon; Newell, Allen (1971), Computer Structures: Readings and Examples, New York: McGraw-Hill, 0-07-004357-4
- Bergin, Thomas J. (novembar 13—14, 1996), Fifty Years of Army Computing: from ENIAC to MSRC (PDF), A record of a symposium and celebration, Aberdeen Proving Ground.: Army Research Laboratory and the U.S.Army Ordnance Center and School., Архивирано из оригинала (PDF) 29. 5. 2008. г., Приступљено 17. 5. 2008 Проверите вредност парамет(а)ра за датум: |date= (помоћ)
- Bowden, B. V. (1970), „The Language of Computers”, American Scientist, 58 (1): 43—53, Bibcode:1970AmSci..58...43B, Архивирано из оригинала 20. 10. 2006. г., Приступљено 17. 5. 2008
- Burks, Arthur W.; Goldstine, Herman; von Neumann, John (1947), Preliminary discussion of the Logical Design of an Electronic Computing Instrument, Princeton, NJ: Institute for Advanced Study, Приступљено 18. 5. 2008
- Chua, Leon O (septembar 1971), „Memristor—The Missing Circuit Element”, IEEE Transactions on Circuit Theory, CT-18 (5): 507—519, doi:10.1109/TCT.1971.1083337
- Cleary, J. F. (1964), GE Transistor Manual (7th изд.), General Electric, Semiconductor Products Department, Syracuse, NY, стр. 139—204, OCLC 223686427
- Copeland, B. Jack (2006). Colossus: The Secrets of Bletchley Park's Codebreaking Computers. Oxford, England: Oxford University Press. ISBN 978-0-19-284055-4.
- Coriolis, Gaspard-Gustave (1836), „Note sur un moyen de tracer des courbes données par des équations différentielles”, Journal de Mathématiques Pures et Appliquées, series I (на језику: French), 1: 5—9, Архивирано из оригинала 03. 07. 2019. г., Приступљено 6. 7. 2008
- Cortada, James W. (2009), „Public Policies and the Development of National Computer Industries in Britain, France, and the Soviet Union, 1940–80”, Journal of Contemporary History, 44 (3): 493—512, JSTOR 40543045, doi:10.1177/0022009409104120
- CSIRAC: Australia's first computer, Commonwealth Scientific and Industrial Research Organisation (CSIRAC), 3. 6. 2005, Архивирано из оригинала (– Scholar search) 13. 12. 2011. г., Приступљено 21. 12. 2007
- Da Cruz, Frank (28. 2. 2008), „The IBM Automatic Sequence Controlled Calculator (ASCC)”, Columbia University Computing History: A Chronology of Computing at Columbia University, Columbia University ACIS, Приступљено 17. 5. 2008
- Davenport, Wilbur B.; Root, William L. (1958), „An Introduction to the theory of Random Signals and Noise”, Physics Today, McGraw-Hill, 11 (6): 112—364, Bibcode:1958PhT....11f..30D, OCLC 573270, doi:10.1063/1.3062606
- Eckert, Wallace (1935), „The Computation of Special Perturbations by the Punched Card Method.”, Astronomical Journal, 44 (1034): 177, Bibcode:1935AJ.....44..177E, doi:10.1086/105298
- Eckert, Wallace (1940), Punched Card Methods in Scientific Computation; XII: "The Computation of Planetary Perturbations", Thomas J. Watson Astronomical Computing Bureau, Columbia University, стр. 101—114, OCLC 2275308
- Eckhouse, Richard H.; Morris, L. Robert (1979), Minicomputer Systems: organization, programming, and applications (PDP-11), Prentice-Hall, стр. 1—2, 0-13-583914-9
- Enticknap, Nicholas (leto 1998), „Computing's Golden Jubilee”, Resurrection, The Computer Conservation Society (20), ISSN 0958-7403, Архивирано из оригинала 9. 1. 2012. г., Приступљено 19. 4. 2008
- Feynman, R. P.; Leighton, Robert; Sands, Matthew (1965), Feynman Lectures on Physics: Mainly Mechanics, Radiation and Heat, I, Reading, Mass: Addison-Wesley, OCLC 531535, 0-201-02010-6
- Feynman, R. P.; Leighton, Robert; Sands, Matthew (1966). Feynman Lectures on Physics: Quantum Mechanics. III. Reading, Mass: Addison-Wesley. ASIN B007BNG4E0.
- Fisk, Dale (2005), Punch cards (PDF), Columbia University ACIS, Приступљено 19. 5. 2008
- Flamm, Kenneth (1987). Targeting the Computer: Government Support and International Competition. Washington, DC: Brookings Institution Press. ISBN 978-0-815-72852-8.
- Flamm, Kenneth (1988). Creating the Computer: Government, Industry, and High Technology. Washington, DC: Brookings Institution Press. ISBN 978-0-815-72850-4.
- Hollerith, Herman (1890). In connection with the electric tabulation system which has been adopted by U.S. government for the work of the census bureau (Ph.D. dissertation). Columbia University School of Mines.
- Horowitz, Paul; Hill, Winfield (1989), The Art of Electronics (2nd изд.), Cambridge University Press, 0-521-37095-7
- Hunt, J. c. r. (1998), „Lewis Fry Richardson and his contributions to Mathematics, Meteorology and Models of Conflict” (PDF), Annu. Rev. Fluid Mech., 30 (1): XIII—XXXVI, Bibcode:1998AnRFM..30D..13H, doi:10.1146/annurev.fluid.30.1.0, Архивирано из оригинала (PDF) 27. 02. 2008. г., Приступљено 15. 6. 2008
- IBM, SMS (1960), IBM Standard Modular System SMS Cards, IBM, Архивирано из оригинала 6. 12. 2007. г., Приступљено 6. 3. 2008
- IBM (septembar 1956), IBM 350 disk storage unit, IBM, Приступљено 1. 7. 2008
- Annals, IEEE, Annals of the History of Computing, IEEE, Приступљено 19. 5. 2008
- Intel (novembar 1971), Intel's First Microprocessor—the Intel 4004, Intel Corp., Приступљено 17. 5. 2008
- Jones, Douglas W, Punched Cards: A brief illustrated technical history, The University of Iowa, Приступљено 15. 5. 2008
- Kalman, R.E. (1960), „A new approach to linear filtering and prediction problems” (PDF), Journal of Basic Engineering, 82 (1): 35—45, doi:10.1115/1.3662552, Архивирано из оригинала (PDF) 29. 5. 2008. г., Приступљено 3. 5. 2008
- Kells; Kern; Bland (1943), The Log-Log Duplex Decitrig Slide Rule No. 4081: A Manual, Keuffel & Esser, стр. 92
- Kilby, Jack (2000), Nobel lecture (PDF), Stockholm: Nobel Foundation, Приступљено 15. 5. 2008
- Kohonen, Teuvo (1980), Content-addressable memories, Springer-Verlag, стр. 368, 0-387-09823-2
- Lavington, Simon (1998), A History of Manchester Computers (2 изд.), Swindon: The British Computer Society
- Lazos, Christos (1994), Ο ΥΠΟΛΟΓΙΣΤΗΣ ΤΩΝ ΑΝΤΙΚΥΘΗΡΩΝ [The Antikythera Computer], ΑΙΟΛΟΣ PUBLICATIONS GR
- Leibniz, Gottfried (1703), Explication de l'Arithmétique Binaire
- Lubar, Steven (maj 1991), "Do not fold, spindle or mutilate": A cultural history of the punched card, Архивирано из оригинала 25. 10. 2006. г., Приступљено 31. 10. 2006
- Manchester (1999), Mark 1, Computer History Museum, The University of Manchester, Архивирано из оригинала 29. 12. 2008. г., Приступљено 19. 4. 2008
- Marguin, Jean (1994). Histoire des instruments et machines à calculer, trois siècles de mécanique pensante 1642-1942 (на језику: француски). Hermann. ISBN 978-2-7056-6166-3.
- Martin, Douglas (29. 6. 2008), „David Caminer, 92 Dies; A Pioneer in Computers”, New York Times, стр. 24
- Mayo, Keenan; Newcomb, Peter (2008), „How the web was won: an oral history of the internet”, Vanity Fair, Conde Nast, стр. 96—117, Архивирано из оригинала 02. 05. 2012. г., Приступљено 5. 5. 2012
- Mead, Carver; Conway, Lynn (1980). Introduction to VLSI Systems. Reading, Mass.: Addison-Wesley. ISBN 978-0-201-04358-7.

}}
- Menabrea, Luigi Federico; Lovelace, Ada (1843), „Sketch of the Analytical Engine Invented by Charles Babbage”, Scientific Memoirs, 3 With notes upon the Memoir by the Translator.
- Menninger, Karl (1992), Number Words and Number Symbols: A Cultural History of Numbers, Dover Publications German to English translation, M.I.T., 1969.
- Montaner; Simon (1887), Diccionario enciclopédico hispano-americano de literatura, ciencias y artes (Hispano-American Encyclopedic Dictionary)
- Moye, William T. (januar 1996), ENIAC: The Army-Sponsored Revolution, Архивирано из оригинала 16. 07. 2007. г., Приступљено 17. 5. 2008
- Norden, M9 Bombsight, National Museum of the USAF, Архивирано из оригинала 29. 8. 2007. г., Приступљено 17. 5. 2008
- Noyce, Robert US патент 2981877,  "Semiconductor device-and-lead structure", одобрен 25. 4. 1961 , assigned to Fairchild Semiconductor Corporation
- Patterson, David; Hennessy, John (1994). Computer Organization and Design. San Francisco: Morgan Kaufmann. ISBN 978-1-55860-428-5.

}}
- Mourlevat, Guy (1988). Les machines arithmétiques de Blaise Pascal (на језику: француски). Clermont-Ferrand: La Française d'Edition et d'Imprimerie.
- Pellerin, David; Thibault, Scott (22. 4. 2005). Practical FPGA Programming in C. Prentice Hall Modern Semiconductor Design Series Sub Series: PH Signal Integrity Library. стр. 1–464. ISBN 978-0-13-154318-8.
- Phillips, A.W.H., The MONIAC (PDF), Reserve Bank Museum, Архивирано из оригинала (PDF) 24. 10. 2007. г., Приступљено 17. 5. 2006
- Reynolds, David (2010).  Leffler, Melvyn P.; Westad, Odd Arne, ур. The Cambridge History of the Cold War, Volume III: Endings; Science, technology, and the Cold War. Cambridge: Cambridge University Press. стр. 378—399. ISBN 978-0-521-83721-7.
- Rojas, Raul (2002-08-07). The First Computers: History and Architectures. Cambridge: MIT Press. ISBN 978-0-262-68137-7.
- Schmandt-Besserat, Denise (1981), „Decipherment of the earliest tablets”, Science, 211 (4479): 283—285, Bibcode:1981Sci...211..283S, PMID 17748027, doi:10.1126/science.211.4479.283
- Shankland, Stephen (30. 5. 2008), Google spotlights data center inner workings, Cnet, Архивирано из оригинала 18. 08. 2014. г., Приступљено 31. 5. 2008
- Shankland, Stephen (1. 4. 2009), Google uncloaks once-secret server, Cnet, Архивирано из оригинала 16. 07. 2014. г., Приступљено 1. 4. 2009
- Shannon, Claude E. (1940), A symbolic analysis of relay and switching circuits, Massachusetts Institute of Technology, Dept. of Electrical Engineering, hdl:1721.1/11173
- Simon, Herbert A. (1991), Models of My Life, Basic Books, Sloan Foundation Series
- Singer (1946), Singer in World War II, 1939–1945 — the M5 Director, Singer Manufacturing Co., Архивирано из оригинала 4. 6. 2009. г., Приступљено 17. 5. 2008
- Smith, David Eugene (1929), A Source Book in Mathematics, New York: McGraw-Hill, стр. 180—181
- Smolin, Lee (2001). Three Roads to Quantum Gravity. Basic Books. стр. 53–57. ISBN 978-0-465-07835-6.

}} Pages 220–226 are annotated references and guide for further reading.
- Steinhaus, H. (1999), Mathematical Snapshots (3rd изд.), New York: Dover, стр. 92—95. pp. 301
- Stern, Nancy (1981). From ENIAC to UNIVAC: An Appraisal of the Eckert-Mauchly Computers. Digital Press. ISBN 978-0-932376-14-5.
- Stibitz, George US патент 2668661,  "Complex Computer", одобрен 9. 2. 1954 , assigned to American Telephone & Telegraph Company
- Taton, René (1969). Histoire du calcul. Que sais-je ? n° 198 (на језику: француски). Presses universitaires de France.
- Turing, A. M. (1937), „On Computable Numbers, with an Application to the Entscheidungsproblem”, Proceedings of the London Mathematical Society, 2, 42 (1): 230—65, doi:10.1112/plms/s2-42.1.230 (and Turing, A.M. (1938), „On Computable Numbers, with an Application to the Entscheidungsproblem: A correction”, Proceedings of the London Mathematical Society, 2, 43 (6): 544—6, doi:10.1112/plms/s2-43.6.544) Other online versions: Proceedings of the London Mathematical Society Another link online. Архивирано на веб-сајту  (22. фебруар 2011)
- Ulam, Stanislaw (1976), Adventures of a Mathematician, New York: Charles Scribner's Sons, (autobiography)
- Vidal, Nathalie; Vogt, Dominique (2011). Les Machines Arithmétiques de Blaise Pascal (на језику: француски). Clermont-Ferrand: Muséum Henri-Lecoq. ISBN 978-2-9528068-4-8.
- von Neumann, John (30. 6. 1945), First Draft of a Report on the EDVAC, Moore School of Electrical Engineering: University of Pennsylvania
- Wang, An US патент 2708722,  "Pulse transfer controlling devices", одобрен 17. 5. 1955
- Welchman, Gordon (1984), The Hut Six Story: Breaking the Enigma Codes, Harmondsworth, England: Penguin Books, стр. 138—145,295—309
- Wilkes, Maurice (1986), „The Genesis of Microprogramming”, Ann. Hist. Comp., 8 (2): 115—126
- Williams, Michael R. (1997). History of Computing Technology. Los Alamitos, California: IEEE Computer Society. ISBN 978-0-8186-7739-7.
- Ziemer, Roger E.; Tranter, William H.; Fannin, D. Ronald (1993). Signals and Systems: Continuous and Discrete. Macmillan. стр. 370. ISBN 978-0-02-431641-7.
- Zuse, Z3 Computer (1938–1941), Архивирано из оригинала 17. 6. 2008. г., Приступљено 1. 6. 2008
- Zuse, Konrad (2010). The Computer – My Life Translated by McKenna, Patricia and Ross, J. Andrew from: Der Computer, mein Lebenswerk (1984) (на језику: енглески). Berlin/Heidelberg: Springer-Verlag. ISBN 978-3-642-08151-4. Непознати параметар |orig-date= игнорисан (помоћ)